# Saffres
Saffres est une commune française située dans le département de la Côte-d'Or en région Bourgogne-Franche-Comté. Elle se situe à 5 km de Vitteaux et à 45 km de Dijon. Saffres a une population d'environ une centaine d'habitants. Ce village est réputé pour l'escalade.

## Géographie

### Climat
Pour des articles plus généraux, voir Climat de la Bourgogne-Franche-Comté et Climat de la Côte-d'Or.
En 2010, le climat de la commune est de type climat des marges montargnardes, selon une étude du Centre national de la recherche scientifique s'appuyant sur une série de données couvrant la période 1971-2000. En 2020, Météo-France publie une typologie des climats de la France métropolitaine dans laquelle la commune est exposée à un climat océanique altéré et est dans la région climatique  Lorraine, plateau de Langres, Morvan, caractérisée par un hiver rude (1,5 °C), des vents modérés et des brouillards fréquents en automne et hiver. 
Pour la période 1971-2000, la température annuelle moyenne est de 9,7 °C, avec une amplitude thermique annuelle de 16,4 °C. Le cumul annuel moyen de précipitations est de 1 004 mm, avec 13,8 jours de précipitations en janvier et 8,4 jours en juillet. Pour la période 1991-2020, la température moyenne annuelle observée sur la station météorologique de Météo-France la plus proche, « Pouilly-en-Aux_sapc », sur la commune de Pouilly-en-Auxois à 12 km à vol d'oiseau, est de 10,7 °C et le cumul annuel moyen de précipitations est de 859,1 mm,. Pour l'avenir, les paramètres climatiques de la commune estimés pour 2050 selon différents scénarios d'émission de gaz à effet de serre sont consultables sur un site dédié publié par Météo-France en novembre 2022.

## Urbanisme

### Typologie
Au 1er janvier 2024, Saffres est catégorisée commune rurale à habitat dispersé, selon la nouvelle grille communale de densité à 7 niveaux définie par l'Insee en 2022.
Elle est située hors unité urbaine. Par ailleurs la commune fait partie de l'aire d'attraction de Dijon, dont elle est une commune de la couronne,. Cette aire, qui regroupe 333 communes, est catégorisée dans les aires de 200 000 à moins de 700 000 habitants,.

### Occupation des sols
L'occupation des sols de la commune, telle qu'elle ressort de la base de données européenne d’occupation biophysique des sols Corine Land Cover (CLC), est marquée par l'importance des territoires agricoles (58,7 % en 2018), une proportion sensiblement équivalente à celle de 1990 (58,6 %). La répartition détaillée en 2018 est la suivante : 
forêts (41,3 %), prairies (29,8 %), terres arables (24,7 %), zones agricoles hétérogènes (4,2 %). L'évolution de l’occupation des sols de la commune et de ses infrastructures peut être observée sur les différentes représentations cartographiques du territoire : la carte de Cassini (XVIIIe siècle), la carte d'état-major (1820-1866) et les cartes ou photos aériennes de l'IGN pour la période actuelle (1950 à aujourd'hui).

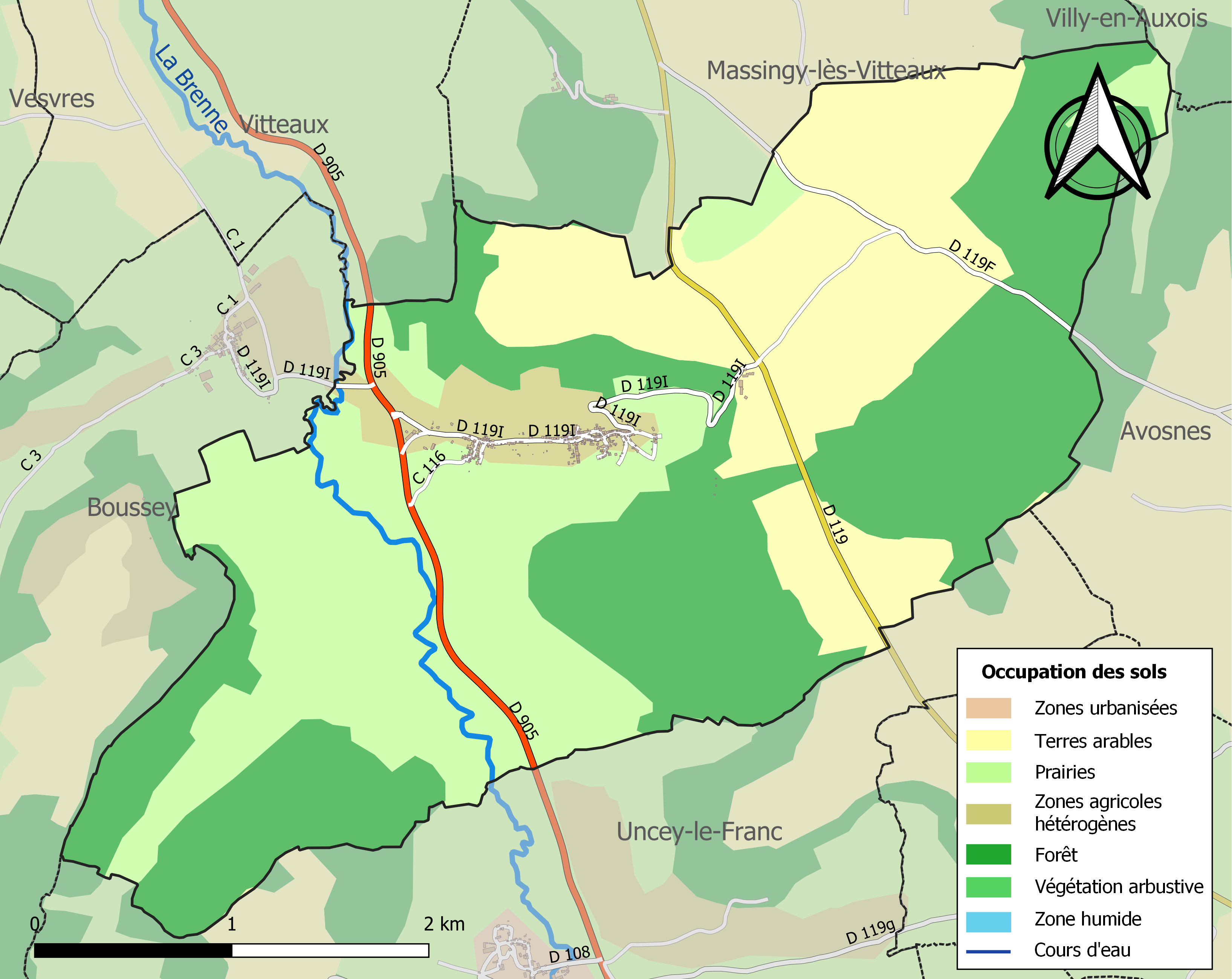
Carte des infrastructures et de l'occupation des sols de la commune en 2018 (CLC).

## Histoire
Le nom Saffres proviendrait, selon certains, des "cinq freux" figurant sur l'écu de la famille seigneuriale et qui devint l'emblème du village. L'expression se serait transformée au fil du temps pour donner son nom actuel. Les seigneurs de Saffres portaient pour armes : de gueules(= rouge) à 5 saffres (aiglettes de mer) d'argent (= blanc) posés tantôt en sautoir (= en forme de X) tantôt en orle (2,2,1). Cette famille dont les armes figurent dans le cabinet d'Hozier à la Bibliothèque nationale de France, ainsi que dans la salle des Croisades à Versailles, s'éteignit en ligne masculine au XIVe siècle. La dernière dame de Saffres, Isabelle, épousa le seigneur Hugues de Saigny (voir à la rubrique Seigny)

## Politique et administration
| Période                                  | Période  | Identité       | Étiquette | Qualité         |
| ---------------------------------------- | -------- | -------------- | --------- | --------------- |
| avant 1981                               | 1983     | Jules Charlut  |           |                 |
| 1983                                     | ?        | René Thibaut   |           |                 |
| mars 2014                                | 2020     | Michel Mourand | SE        | Cadre supérieur |
| 2020                                     | en cours | Patricia Nore  | SE        | Secrétaire      |
| Les données manquantes sont à compléter. |          |                |           |                 |

## Démographie
L'évolution du nombre d'habitants est connue à travers les recensements de la population effectués dans la commune depuis 1793. Pour les communes de moins de 10 000 habitants, une enquête de recensement portant sur toute la population est réalisée tous les cinq ans, les populations de référence des années intermédiaires étant quant à elles estimées par interpolation ou extrapolation. Pour la commune, le premier recensement exhaustif entrant dans le cadre du nouveau dispositif a été réalisé en 2006.

En 2022, la commune comptait 120 habitants, en évolution de +4,35 % par rapport à 2016 (Côte-d'Or : +0,82 %, France hors Mayotte : +2,11 %).
| 1793 | 1800 | 1806 | 1821 | 1836 | 1841 | 1846 | 1851 | 1856 |
| ---- | ---- | ---- | ---- | ---- | ---- | ---- | ---- | ---- |
| 548  | 571  | 590  | 646  | 663  | 704  | 646  | 680  | 543  |

| 1861 | 1866 | 1872 | 1876 | 1881 | 1886 | 1891 | 1896 | 1901 |
| ---- | ---- | ---- | ---- | ---- | ---- | ---- | ---- | ---- |
| 515  | 504  | 513  | 502  | 508  | 443  | 438  | 411  | 370  |

| 1906 | 1911 | 1921 | 1926 | 1931 | 1936 | 1946 | 1954 | 1962 |
| ---- | ---- | ---- | ---- | ---- | ---- | ---- | ---- | ---- |
| 351  | 340  | 301  | 287  | 251  | 230  | 196  | 175  | 159  |

| 1968 | 1975 | 1982 | 1990 | 1999 | 2006 | 2011 | 2016 | 2021 |
| ---- | ---- | ---- | ---- | ---- | ---- | ---- | ---- | ---- |
| 122  | 98   | 113  | 115  | 105  | 118  | 124  | 115  | 118  |

| 2022 | - | - | - | - | - | - | - | - |
| ---- | - | - | - | - | - | - | - | - |
| 120  | - | - | - | - | - | - | - | - |

## Sports
Cette ville est connue de la communauté des grimpeurs. En effet un site d'intérêt national est présent sur le territoire de la commune.
Le site conventionné comporte un nombre plutôt important de voies (430) offrant un niveau de pratique assez large (de 3c à 8a).

## Culture locale et patrimoine

### Lieux et monuments
- Falaises de Saffres et sa célèbre tour carrée.
- Ruines du château de Saffres, où se trouve le siège de la confrérie des pruneaux de Vitteaux..

### Héraldique
| Blason à dessiner | Blason  | De gueules à cinq aiglettes essorantes d'argent, 2, 2 et 1. |
| Blason à dessiner | Détails | Le statut officiel du blason reste à déterminer.            |